# Gouvernement Bekoïev
Poukhaïev Dzhussoev
Le gouvernement Bekoïev est le gouvernement de l'Ossétie du Sud du 29 août 2020 au 20 juin 2022. 
Il est dirigé par le Premier ministre, Guennadi Bekoïev, et composé de 12 ministres.

## Composition
| Portefeuille                                                               | Nom | Nom                             | Parti        |
| -------------------------------------------------------------------------- | --- | ------------------------------- | ------------ |
| Premier ministre                                                           |     | Guennadi Bekoïev                | Indépendant  |
| Vice-Premier ministre Ministre du Développement économique                 |     | Dzambolat Tadtaev               | Indépendant  |
| Ministre de la Défense                                                     |     | Ibrahim Gasseev                 | Indépendant  |
| Ministre de l'Éducation et des Sciences                                    |     | Gassieva Natalie Konstantinovna | Indépendante |
| Ministre des Constructions, du Logement et des Services publics            |     | Dzagoev Eduard Nikolaevich      | Indépendant  |
| Ministre de la Culture                                                     |     | Zasseeva Zhanna Vissarionovna   | Indépendante |
| Ministre de la Justice                                                     |     | Lalieva Zaline Yurievna         | Indépendante |
| Ministre des Affaires étrangères                                           |     | Dmitry Nikolaevich Medoev       | Indépendant  |
| Ministre de l'Intérieur                                                    |     | Pukhaev Merab Dmitrievich       | Indépendant  |
| Ministre de l'Agriculture                                                  |     | Alan Taymurazovich Margiev      | Indépendant  |
| Ministre de la Santé et du Développement social                            |     | Georgy Feliksovich Tochiev      | Indépendant  |
| Ministre des Finances                                                      |     | Khabalova Aza Konstantinovna    | Indépendante |
| Ministre de la Défense civile, des Urgences et des Catastrophes naturelles |     | Chochiev Azamat Alimbegovich    | Indépendant  |